# Tachiniscidia africana
Tachiniscidia africana är en tvåvingeart som beskrevs av Malloch 1931. Tachiniscidia africana ingår i släktet Tachiniscidia och familjen Tachiniscidae. Inga underarter finns listade i Catalogue of Life.